# Kergrist
Kergrist település Franciaországban, Morbihan megyében. Lakosainak száma 713 fő (2022. január 1.). Kergrist Saint-Connec, Hémonstoir, Neulliac, Saint-Gérand-Croixanvec és Guerlédan községekkel határos.

## Népesség
A település népességének változása:
| Lakosok száma | 793  | 645  | 666  | 648  | 681  | 717  | 723  | 720  | 719  | 713  |
|               | 1968 | 1982 | 1990 | 2006 | 2013 | 2015 | 2017 | 2019 | 2020 | 2022 |